# Perštýn (Liberec)
Perštýn – część miasta ustawowego Liberec. Znajduje się w południowej części centrum miasta. Zarejestrowanych jest tutaj 401 adresów i mieszka na stałe ponad 3 000 osób.